# Lopholiodes macropunctinatum
Lopholiodes macropunctinatum är en kvalsterart som beskrevs av Adilson D. Paschoal 1987. Lopholiodes macropunctinatum ingår i släktet Lopholiodes och familjen Pheroliodidae. Inga underarter finns listade i Catalogue of Life.